# 1852 en santé et médecine
| Années de la santé et de la médecine : 1849 - 1850 - 1851 - 1852 - 1853 - 1854 - 1855    |
| Décennies de la santé et de la médecine : 1820 - 1830 - 1840 - 1850 - 1860 - 1870 - 1880 |

Cet article présente les faits marquants de l'année 1852 en santé et médecine.

## Événements
- 15 janvier : fondation de l'Hôpital Mont Sinaï à New York (ouvert le 5 juin 1855)[1].
- 14 février : ouverture du Great Ormond Street Hospital à Londres, premier hôpital pour enfants au Royaume-Uni[2].

- L'américain George Cammann invente le stéthoscope biauriculaire[3].

## Naissances
- 27 février : Pierre Merklen (mort en 1906), clinicien, cardiologue et dermatologue français[4].
- 10 août : Albert Josias (mort en 1906), hygiéniste et pédiatre français[5].
- 23 septembre : William Halsted (mort en 1922), chirurgien américain.
- 8 octobre : Césaire Phisalix (mort en 1906), herpétologiste.
- 12 novembre : Xavier Arnozan  (mort en 1928), médecin français.

## Décès
- 6 janvier : Louis Braille (né en 1809), inventeur français du système d'écriture en relief pour aveugles qui porte son nom.
- 13 janvier : Jean-Nicolas Gannal (né en 1791), pharmacien, chercheur et inventeur français, considéré comme le fondateur de l'embaumement moderne.
- 11 juin : Jean-Baptiste Clémot (né en 1776), chirurgien de 1re classe de la Marine et député de la Charente-Maritime en 1815[6].